# 黄杰仪
黄杰仪（1993年1月16日—），中国女子皮划艇运动员，2010年夏季青年奥运会女子单人皮艇静水竞速银牌得主、2014年亚洲运动会女子四人皮艇500米金牌得主、2018年亚洲运动会女子四人皮艇500米金牌得主。